# Покрајина Толедо
Покрајина Толедо (шп. Provincia de Toledo) је покрајина Шпаније у аутономној заједници Кастиља-Ла Манча. Главни град је Толедо.